# I Want You to Know
„I Want You to Know” – singel producenta muzycznego Zedda, oraz amerykańskiej piosenkarki Seleny Gomez. Został wydany 23 lutego 2015 roku jako singiel z drugiego albumu True Colors (2015). Zadebiutował w amerykańskim radiu 3 marca 2015 roku, otrzymując pozytywne recenzje od krytyków muzycznych.

## Lista utworów
- Digital download, singel CD

1. "I Want You to Know" [feat. Selena Gomez] – 3:58

- Digital download (Lophiile Remix)

1. "I Want You to Know" [feat. Selena Gomez] (Lophiile Remix) – 2:58

- Digital download (Remixes)

1. "I Want You to Know" [feat. Selena Gomez] (Fox Stevenson Remix) – 3:44
2. "I Want You to Know" [feat. Selena Gomez] (Marc Benjamin Remix) – 4:57

## Certyfikaty
| Państwo                  | Status          | Sprzedane kopie |
| ------------------------ | --------------- | --------------- |
| Australia (ARIA)         | złota płyta     | 35,000          |
| Dania (IFPI Denmark)     | złota płyta     | 30,000          |
| Stany Zjednoczone (RIAA) | platynowa płyta | 582,000         |
| Szwecja (GLF)            | platynowa płyta | 40,000          |
| Włochy (FIMI)            | złota płyta     | 25,000          |

## Historia wydania
| Region            | Data           | Format                 | Wytwórnia  | Źródło |
| ----------------- | -------------- | ---------------------- | ---------- | ------ |
| Włochy            | 27 lutego 2015 | Contemporary hit radio | Interscope | [ 7 ]  |
| Stany Zjednoczone | 3 marca 2015   | Contemporary hit radio | Interscope | [ 8 ]  |
| Irlandia          | 7 czerwca 2015 | Digital download       | Interscope | [ 9 ]  |
| Wielka Brytania   | 7 czerwca 2015 | Digital download       | Interscope | [ 10 ] |